# 호주 채널7 전파납치 사건
호주 채널7 전파납치 사건은 2007년 1월 3일 오스트레일리아의 채널7에서 캐나다 드라마 방송 도중 전파가 납치된 사건을 말한다.

## 사건

### 전파 납치
드라마 방송 도중, 새까만 화면에 "Head on collision" (정면충돌)이라는 글자가 나타나고 이후 이상한 의문의 영상이 나오더니 화면은 정상으로 돌아갔다.
그러나 오디오에서는, 계속해서 Jesus Christ, help us, lord (예수님, 저희를 도와주세요) 라는 말이 반복됐다.

### 사건 후
당시 채널7 대변인은 "음향 부분에서 발생한 사소한 문제였다. 오디오 라인이 꼬여서 발생했다." 라고 해명을 했다. 그러나 현재 비디오 쪽의 문제에서는 따로 입장을 내놓지 않은 상태이다.

## 같이 보기
- 전파 납치
- HBO 캡틴 미드나잇 전파납치 사건
- 애슈타 전파 납치 사건
- 맥스 헤드룸 전파납치 사건